# Tr (Unix)
tr (forma abreujada de l'anglès translate o transliterate) és una comanda dels sistemes operatius Unix i Linux.
El programa llegeix de l'entrada estàndard i escriu a la sortida estàndard, pren dos paràmetres que indiquen quines substitucions cal fer en el text. El primer paràmetre indica quins caràcters cal substituir i el segon per quins caràcters seran substituïts.

## Exemples
Fer una transformació del text "juli cesar" avançant les lletres de l'alfabet 7 posicions (això correspon al xifratge de Cèsar): 
```
$ echo juli cesar | tr abcdefghijklmnopqrstuvwxyz hijklmnopqrstuvwxyzabcdefg

qbsp jlzhy
```

Si la versió de tr satisfà els requeriments de POSIX, la transformació es pot fer com segueix: a-z h-za-g. Això és, 
```
$ echo juli cesar | tr a-z h-za-g

qbsp jlzhy
```

El següent exemple només desplaça un caràcter: 
```
$ echo "ibm 9000" >fitxerAuxiliar.txt
$ tr a-z za-y <fitxerAuxiliar.txt

hal 9000
```

En versions antigues de tr (que no satisfan els requeriments de POSIX), els caràcters s'han de posar entre claudàtors:
```
$ tr "[a-z]" "z[a-y]" <fitxerAuxiliar.txt
```

Per transformar un fitxer MSDOS a un fitxer Linux es pot fer: 
```
$ tr -d '\15\32' < dosfile.txt > unixfile.txt
```

Aquí, -d correspon a eliminar sense fer cap traducció.
Per traduir "\n" a "\r\n":
```
$ tr -A '\12' '\15\12' < input1 > output1
$ tr -A '^M' '\15\12' < output1 > output2
```

Aquí \n, \12 i ^M representen avançament de línia en codi d'escapament, ASCII octal i notació ^, respectivament; \r i \15 representen retorn de carro. Per més detalls sobre aquestes traduccions i sobre quan són necessàries es pot consultar salt de línia.

Els llenguatges de programació Ruby i Perl també tenen un operador intern tr que funciona de manera anàloga.